# Suk Hyun-jun
Dans ce nom coréen, le nom de famille, Suk, précède le nom personnel.
Suk Hyun-Jun, né le 29 juin 1991 à Chungju en Corée du Sud, est un footballeur sud-coréen. Il évolue actuellement au poste d'attaquant. 

## Biographie

### Carrière en club
Suk Hyun-jun, surnommé le « Zlatan coréen » ou "Shou Youn Fi", franchit un cap en janvier 2013 en rejoignant la Liga Zon Sagres et plus précisément le Club Sport Marítimo, l'un des deux principaux clubs de l'Île de Madère. Dès le 10 février 2013, il est le héros du périlleux déplacement à l'Estádio José Alvalade XXI à Lisbonne où il inscrit le seul but du match face au Sporting CP d'une jolie tête décroisée. 
Au cours de la saison 2017-2018, Suk Hyun-Jun rejoint en prêt avec option d'achat le club de l'ESTAC et réalise une belle saison en marquant notamment à six reprises. Malgré cette bonne saison, il n'est pas retenu par le sélectionneur Shin Tae-yong pour disputer le Mondial 2018.
Le 1er juin 2018, le club de Troyes annonce avoir levé l'option d'achat (estimée à deux millions d'euros) pour Suk qui est donc à ce moment lié jusqu'en 2021 avec le club aubois,. Cependant, le joueur, désireux de rejoindre à nouveau la ligue 1, demande au club de le revendre, ce qui est fait quelques semaines plus tard au Stade de Reims pour trois millions d'euros hors bonus .
A la toute fin du mercato hivernal 2020 et plus exactement le 31 janvier 2020, Suk quitte le Stade de Reims où il était en manque de temps de jeu et revient à la surprise générale à l'ES Troyes AC qui cherchait un attaquant pour pallier ses carences offensives.

### Carrière internationale
- Première sélection le 7 septembre 2010 : Corée du Sud - Iran, (0-1)

### Vie privée
Le 13 mars 2020, il annonce être atteint par le coronavirus COVID-19.